# Riedeliops indigenus
Riedeliops indigenus es una especie de coleóptero de la familia Attelabidae.

## Distribución geográfica
Habita en Taiwán.